# サイバーサイクルズ
『サイバーサイクルズ』（Cyber Cycles）は、1995年にナムコ（後のバンダイナムコゲームス）よりアーケード用に発売されたバイクレースゲーム。

## 概要
バイクレースゲームとしては、セガの『ハングオン』やナムコの『スズカ8アワーズ』などの作品があるが、いずれも現代のバイクレースを題材にしたものであり、本作品のように、近未来のバイクレースを題材にしたものは珍しい。大型筐体1セットには2人分の画面とバイク模型（ほぼ実物大）が据え付けられており、筐体を2セットつなげて4人での対戦が可能。また、対戦バイクレースゲームで今のところ唯一、性能差のあるバイクをプレイヤーが選択できる（後述）のが特徴である。

## 操作方法
最初に乗るバイクとコースを選ぶ。バイクにまたがり、ハンドルのアクセルとブレーキで速度を調整。『ハングオン』と同じようにバイクを傾けることでカーブを曲がる。

## コース
GREEN HILL
初心者向け。昼のコース。直線が長くスピードが出しやすい。
NEO YOKOHAMA
上級者向け。夜のコース。カーブが多くテクニックが要求される。このコースで1位入賞するとエンディングを見ることができる。

## バイク
アンティアス(Anthias)
初心者向けの電動バイク。ライダーは女性。最高出力110Kw(=147.51ps)、11900rpm、 最大トルク9.0kgm。
NVR750R
中級者向けのレーサータイプ。排気量750cc、最高出力220ps(=164.05Kw)、13500rpm、最大トルク12.2kgm(7000rpm)。
ワイルドホッグ(WILD HOG)
上級者向けのアメリカンタイプ。排気量1300cc、最高出力190ps(=141.68Kw/8000rpm)、最大トルク20.3kgm(7000rpm)。このバイクのみ、「ダートラ乗り」と呼ばれる、カーブをインから入って急角度で曲がる乗り方をする。
この他、隠しコマンドで超上級者用バイク2種と超初心者用バイクが使用可能。中でも後者はペンギンが乗った赤いスクーター(50ccと思われる）であり、専用のBGMまで用意されている。

## 音楽
メインコンポーザーは三角由里と佐宗綾子。他にも佐野信義、相原隆行、細江慎治が各一曲ずつ参加している。ナムコ・ゲームサウンド・エクスプレス Vol.23としてビクターエンタテインメントからCDが発売された。